# Żydówki
Żydówki (oryg. fr. Les Juives) – tragedia Roberta Garniera napisana w 1583. 

## Okoliczności powstania utworu
Pisząc dramat, Garnier inspirował się przede wszystkim twórczością Seneki oraz wcześniejszymi przykładami francuskiej tragedii humanistycznej: Kleopatrą w niewoli i Dydoną składającą siebie w ofierze. 

## Treść
Fabuła utworu została zaczerpnięta ze Starego Testamentu. Sedecjasz, król żydowski, zbuntował się przeciw Nabuchodonozorowi, który w odpowiedzi zdobył i zniszczył Jerozolimę. W pierwszym akcie dramatu prorok Jeremiasz lamentuje nad losem Żydów i mówi o łaskawości Boga. Chór Żydówek wspomina grzech pierworodny i potop. W akcie drugim zwycięski Nabuchodonozor zapowiada egzekucję Sedecjusza, jego doradca podkreśla konieczność okrutnego potraktowania buntownika. Chór Żydówek wspomina minione klęski swojego narodu. Wśród kobiet jest Amital, matka króla, która następnie udaje się do żony Nabuchodonozora z prośbą o wstawiennictwo w sprawie jej syna. w akcie trzecim kobiety (najpierw żona władcy Asyrii, a następnie Amital) proszą zwycięzcę o litość. Pierwszej Nabuchodonozor obiecuje wydanie więźnia na tortury, ale bez pozbawiania go życia, w rozmowie z drugą używa niejasnych słów, które budzą w niej nadzieję. W akcie czwartych Sedecjasz z godnością przyjmuje zapowiedź swojej egzekucji, prosi jedynie Nabuchodonozora o oszczędzenie narodu żydowskiego. Jego słowa spotykają się z wściekłością Asyryjczyka, który każe porwać dzieci króla żydowskiego. Chór wychwala moc bożą, silniejszą od nieprawości człowieka. W ostatnim akcie Jeremiasz opowiada o ostatecznych losach Sedecjasza: musiał oglądać egzekucję swoich dzieci, a następnie został oślepiony. Pojawia się sam król, prosząc Boga o przebaczenie dawnych grzechów. Jeremiasz pociesza go, zapowiadając poprawę losu Izraela i przyjście Mesjasza. 

## Cechy utworu
Garnier odchodzi w Żydówkach od klasycznego wzorca tragedii humanistycznej. Zachowuje jej liryczny charakter, jednak stosuje większą dowolność formalną w monologach i dialogach postaci oraz w partiach chóralnych, większą rolę przypisuje dialogom, które rozwijają akcję i pozwalają na - ograniczony wprawdzie - rysunek psychologiczny bohaterów. Garnier buduje w utworze akcję dramatyczną, rezygnując z dotychczasowych wzorów tragedii, której zakończenie było znane praktycznie od początku. Starannie dobiera słownictwo, buduje monologi i częściowo dialogi swoich postaci w oparciu o współczesne, oparte na wzorcach antycznych, zasady retoryki. Deklamacyjny charakter dramatu, typowy dla twórczości Jodelle'a, zostaje zastąpiony dążeniem do wstrząśnięcia widzem, uzyskania efektu patetycznego i monumentalizmu. Celom tym zostają częściowo podporządkowane antyczne zasady konstruowania dramatu - Garnier respektuje zasadę trzech jedności, ale łamie zasadę decorum, pokazując na scenie momenty drastyczne.